# 马蒂亚斯·韦伯·埃斯特鲁普
马蒂亚斯·韦伯·埃斯特鲁普（丹麥語：Mathias Weber Estrup，1996年11月6日—），丹麥男子羽毛球運動員。

## 簡歷
2013年11月，马蒂亚斯·韦伯·埃斯特鲁普出戰挪威羽毛球國際賽，與亚历山大·邦德合作贏得男子雙打比賽亞軍。

## 主要比賽成績
只列出曾進入準決賽的國際賽事成績：
| 年份   | 賽事               | 公開賽級別 | 項目     | 拍檔          | 成績   |
| ------ | ------------------ | ---------- | -------- | ------------- | ------ |
| 2013年 | 挪威羽毛球國際賽   | 國際系列賽 | 男子雙打 | 亚历山大·邦德 | 亞軍   |
| 2017年 | 葡萄牙羽毛球國際賽 | 國際系列賽 | 男子雙打 | 史蒂夫·奥尔森 | 亞軍   |
| 2017年 | 匈牙利羽毛球國際賽 | 國際系列賽 | 男子雙打 | 史蒂夫·奥尔森 | 準決賽 |
| 2017年 | 挪威羽毛球國際賽   | 國際系列賽 | 男子雙打 | 史蒂夫·奥尔森 | 準決賽 |

| 2007-2017年 | 首要超級賽 | 超級賽 | 黃金大獎賽 | 大獎賽 | 國際挑戰賽 | 國際系列賽 | 未來系列賽 | 其他 |

| 2018-2026年 | 總決賽 | 超級1000賽 | 超級750賽 | 超級500賽 | 超級300賽 | 超級100賽 | 國際挑戰賽 | 國際系列賽 | 未來系列賽 | 其他 |